# A toda esa gente
A toda esa gente es el segundo álbum en vivo de la banda de Rock española Medina Azahara, publicado el 14 de noviembre de 1996 por Avispa Music. 
El álbum lo conforman 4 conciertos pertenecientes al tramo final de la gira de Árabe de 1996, realizándose estos en el Tívoli de Benalmádena (Málaga, 11 de septiembre), Plaza de Barcelona (Salamanca, 12 de septiembre), Auditorium (Guadalajara, 21 de septiembre) y, finalmente, el concierto del 11 de octubre en la sala Garés de Puente La Reina (Navarra), el cual, fue a la misma vez el que más material aportó de cara a la elaboración del directo. El grueso del repertorio lo conforman canciones de los tres últimos discos de estudio del grupo. Además, durante la prueba de sonido de este último concierto fue cuando se grabó un nuevo tema a incluir en el disco, llamado Ojos negros, además de incluir otro tema nuevo publicado también como 3.º single, titulado Very well fandango, aunque este sí se tocó durante alguno de los conciertos.
A toda esa gente está considerado otro de los grandes hitos en esta etapa de Medina Azahara, certificando al disco de platino superando las 100 000 copias vendidas y realizando una grandísima gira por toda España durante todo 1997.

## Lista de canciones
1. Bidaiah - 1:00
2. Favorita de un sultán - 4:10
3. Palabras de libertad - 3:40
4. Hay un lugar - 4:32
5. Velocidad - 3:51
6. Niños - 4:05
7. Hijos del amor y de la guerra - 4:20
8. (O.U.A) la tierra perdida - 3:46
9. La luz en mi camino - 5:00
10. Solo y sin ti - 4:40
11. Tu mirada - 4:33
12. No quiero pensar en ese amor - 3:46
13. Algo nuevo - 4:02
14. Junto a Lucía - 3:30
15. Al padre santo de Roma - 3:35
16. Dudas - 3:50
17. Un año de amor - 4:10
18. Solos tú y yo - 4:23
19. El pozo de mi sed - 5:00
20. Necesito respirar - 4:45
21. Todo Tiene Su Fin - 6:22
22. No está sola - 4:54
23. Que tengas suerte - 4:14
24. Very well fandango - 3:43
25. A toda esa gente - 5:53
26. Nihaiah - 1:16

## Créditos
- Manuel Martínez - voz
- Paco Ventura - guitarras
- José Miguel Fernández - bajo
- Manu Reyes - batería
- Alfonso Ortega - teclados